# 石原町 (浜松市)
石原町（いしはらちょう）は静岡県浜松市中央区の町名。丁番を持たない単独町名である。住居表示未実施。

## 地理
浜松市中央区の東部、芳川地区の中東部に位置する。東で金折町、西で安松町及び芳川町、南で古川町及び四本松町、北で下飯田町と接する。

### 学区
小学校・中学校の学区は以下の通りである。
- 浜松市立芳川小学校
- 浜松市立東陽中学校

## 歴史

### 町名の由来
天竜川の氾濫で上流の石原村（現在の笠井地区）の人々がここに移って作られた集落とされていることから。

### 沿革
- 1876年（明治9年） - 長上郡石原村が周辺の村と合併し、都盛村となる[書籍 2]。
- 1889年（明治22年）4月1日 - 町村制の施行により、長上郡都盛村が周辺の村と合併して長上郡芳川村となる。旧村名は芳川村の大字として残る[書籍 3]。
- 1896年（明治29年）4月1日 - 郡制の施行により、芳川村の所属郡が浜名郡に変更となる。
- 1954年（昭和26年）7月1日 – 芳川村が浜松市に編入される。
- 1955年（昭和30年） - 大字都盛の一部を分離し、石原町を新設する[WEB 8]。
- 2007年（平成19年）4月1日 - 浜松市が政令指定都市となる。石原町は南区の一部となる。
- 2024年（令和6年）1月1日 - 浜松市の行政区再編により、石原町は中央区の一部となる。

## 施設
- 社会福祉法人たんぽぽ会 法人本部
- 臨済宗方広寺派新福寺
- 時宗毘沙門寺

## 交通

### バス
- 遠鉄バス6大塚線：（浜松駅 方面 - ）石原西（ - 新貝住宅 方面）

### 道路
- 国道1号（浜松バイパス）[書籍 4]
- 国道150号（掛塚街道）[書籍 5]
- 浜松市道石原老間線（旧毘沙門通り）[WEB 9][WEB 10]
- 浜松市道石原15号線（旧掛塚街道（一部））[WEB 11][WEB 10]

## その他

### 警察
警察の管轄区域は以下の通りである。
| 番・番地等 | 警察署       | 交番・駐在所 |
| ---------- | ------------ | ------------ |
| 全域       | 浜松東警察署 | 芳川町交番   |

### 消防
消防の管轄区域は以下の通りである。
| 番・番地等 | 消防署   | 本署/出張所 |
| ---------- | -------- | ----------- |
| 全域       | 南消防署 | 芳川出張所  |

### 書籍
1. ↑  『わが町文化誌 水と光と緑のデルタ』浜松市南陽公民館、1991年10月22日、25頁。
2. ↑  『浜松市史 三』浜松市役所、1980年3月26日、20,21頁。
3. ↑  『浜松市史 三』浜松市役所、1980年3月26日、176頁。
4. ↑  『わが町文化誌 水と光と緑のデルタ』浜松市南陽公民館、1991年10月22日、66,67頁。
5. ↑  『わが町文化誌 水と光と緑のデルタ』浜松市南陽公民館、1991年10月22日、63-65頁。

### WEB
1. ↑  “h02_22.csv”.   総務省 (2022年2月10日). 2024年7月31日閲覧。
2. ↑  “chuouku_menseki.xlsx”.   浜松市 (2024年3月12日). 2024年7月31日閲覧。
3. ↑  “静岡県 浜松市中央区 石原町の郵便番号 - 日本郵便”.   日本郵便. 2025年2月15日閲覧。
4. ↑  “市外局番の一覧”.   総務省 (2022年3月1日). 2024年7月31日閲覧。
5. ↑  “事業所案内及び管轄地域（事務所3件、分室3件）”.   一般社団法人静岡県自動車会議所. 2024年7月31日閲覧。
6. ↑  “住居表示実施状況／浜松市”.   浜松市 (2024年1月4日). 2024年7月31日閲覧。
7. ↑  “学校名から探す／浜松市”.   浜松市 (2024年1月1日). 2024年7月31日閲覧。
8. ↑  “解説ページ”.   株式会社エア. 2024年10月4日閲覧。
9. ↑  “06aisyouhyoushiki-hyoushiki2.pdf”.   浜松市南陽協働センター (2024年7月5日). 2024年8月5日閲覧。
10. 1 2  “08aisyouhyoushiki-itizu.pdf”.   浜松市南陽協働センター (2024年7月5日). 2024年8月5日閲覧。
11. ↑  “07aisyouhyoushiki-hyoushiki3.pdf”.   浜松市南陽協働センター (2024年7月5日). 2024年8月5日閲覧。
12. ↑  “芳川町交番｜静岡県警察”.   静岡県警察 (2024年1月1日). 2024年7月31日閲覧。
13. ↑  “消防署の町別管轄「い」／浜松市”.   浜松市 (2020年3月25日). 2024年7月31日閲覧。